# Frank Wanlass
Frank Wanlass (Thatcher, 17 de maio de 1933 — 9 de setembro de 2010) foi um engenheiro eletrônico estadunidense.
Ph.D. pela Universidade de Utah. Inventou o circuito lógico CMOS, em 1963, quando trabalhava na Fairchild Semiconductor. Recebeu a patente EUA 3356858 pelo "Low Stand-By Power Complementary Field Effect Circuitry", em 1967. 